# Ганс-Дітер Флік
Ганс-Дітер Флік, або Гансі Флік (нім. Hans-Dieter Flick, нар. 24 лютого 1965, Гайдельберг) — німецький футболіст, що грав на позиції півзахисника. По завершенні ігрової кар'єри — футбольний тренер. У сезоні 2019—2020 взяв «требл» як головний тренер «Баварії», вигравши з мюнхенцями Бундеслігу, кубок Німеччини та Лігу чемпіонів. Колишній головний тренер збірної Німеччини.
Як гравець насамперед відомий виступами за клуби «Баварія» та «Кельн».

## Ігрова кар'єра
Народився 24 лютого 1965 року в місті Гайдельберг.
У дорослому футболі дебютував 1983 року виступами за команду клубу «Зандгаузен», в якій провів два сезони.
Своєю грою за цю команду привернув увагу представників тренерського штабу клубу «Баварія», до складу якого приєднався 1985 року. Відіграв за мюнхенський клуб наступні п'ять сезонів своєї ігрової кар'єри. Більшість часу, проведеного у складі мюнхенської «Баварії», був основним гравцем команди.
У 1990 році уклав контракт з клубом «Кельн», у складі якого провів наступні три роки своєї кар'єри гравця.
Завершив професійну ігрову кар'єру у нижчоліговому клубі «Вікторія Бамменталь», за команду якого виступав протягом 1994—2000 років.

## Кар'єра тренера
Розпочав тренерську кар'єру, ще продовжуючи грати на полі, 1996 року, очоливши тренерський штаб клубу «Вікторія Бамменталь», де пропрацював до 2000 року. Після цього шість сезонів очолював «Гоффенгайм 1899», з якого був звільнений до 20 листопада 2005 року.
2006 року недовго входив до тренерського штабу австрійського клубу «Ред Булл» (Зальцбург) разом з Лотаром Маттеусом і Джованні Трапаттоні.
З серпня 2006 року входив до тренерського штабу збірної Німеччини і став асистентом Йоахіма Лева. У чвертьфіналі Євро-2008 в матчі проти збірної Португалії Флік тимчасово виконував обов'язки головного тренера через дискваліфікацію Лева. Німеччина виграла матч з рахунком 3:2 і вийшла в півфінал турніру.
Після чемпіонату світу 2014 року Флік відмовився від посади помічника тренера і перейшов 1 вересня 2014 року на посаду спортивного директора в місцевій федерації. Там він отримав контракт на п'ять років до серпня 2019 року, але 16 січня 2017 він покинув посаду за власним бажанням.
З 1 липня 2017 року Флік був керуючим директором клубу «Гоффенгайм 1899». Однак контракт, який був узгоджений на п'ять років, був розірваний достроково через вісім місяців, 26 лютого 2018 року
1 липня 2019 року став асистентом головного тренера «Баварії» Ніко Ковача, після звільнення якого 3 листопада 2019 року Флік тимчасово став виконувати роль головного тренера. Після позитивних результатів у перших матчах під орудою Фліка керівництво клубу у грудні 2019 узгодило з ним повноцінний тренерський контракт до завершення сезону 2019/20.
Команда продовжувала демонструвати змістовну і впевнену гру, тож вже у квітні 2020 року тренер отримав і прийняв пропозицію подовжити роботу головним тренером «Баварії» до 2023 року.
Під керівництвом Фліка баварці 2020 року здобули перемоги у чемпіонаті і Кубку Німеччини, а згодом виграли Лігу чемпіонів УЄФА 2019/20, здійснивши таким чином требл, лише удруге в історії клубу. Цілком очікувано провідний футбольний журнал Німеччини Kicker визнав Фліка Футбольним тренером року у країні.
У травні 2024 року став тренером іспанського ФК Барселона.

## Титули і досягнення

### Гравець
- Чемпіон ФРН (4):

«Баварія»: 1985/86, 1986/87, 1988/89, 1989/90
- Володар Кубка ФРН (1):

«Баварія»: 1985/86
- Володар Суперкубка ФРН (1):

«Баварія»: 1987

### Тренер

#### «Баварія»
- Чемпіон Німеччини (2): 2019/20, 2020/21
- Володар Кубка Німеччини (1): 2019/20
- Переможець Ліги чемпіонів УЄФА (1): 2019/20
- Володар Суперкубка Німеччини (1): 2020
- Переможець Суперкубка УЄФА (1): 2020
- Переможець Клубного чемпіонату світу (1): 2020

#### «Барселона»
- Чемпіон Іспанії (1): 2024/25
- Володар Кубка Іспанії (1): 2024/25
- Переможець Суперкубка Іспанії (1): 2024